# 恋するトップレディ
『恋するトップレディ』（こいするトップレディ）は、2002年1月8日から3月19日まで、関西テレビ放送・共同テレビの企画・制作によりフジテレビ系の「火曜22時の連続ドラマ」枠で放送された日本のテレビドラマ。主演は中谷美紀。

## あらすじ
織原ちはるはバイトをして気ままな暮らしをする女性。そんな中、市長である父親が急死し、急遽実家に戻る。ちはるは父に反発して家出をした過去があった。そんな中、ちはるには父親の地盤を受け継ぎ、館浜市（モデルは小田原市）の市長選に立候補させる動きが出ていた。

## 登場人物
織原ちはる〈25〉
演 - 中谷美紀
その日を気ままに暮らす25歳のフリーター。現職館浜市長の父が2年の任期を残したまま急死したことで、「2年だけ」の約束で市長選に出馬し新市長となる。ただし、当初待遇の良さに釣られて軽い気持ち立候補したため、市長として最低限知っておくべき知識もない。周りの人間の心配をよそに、型破りな言動で市長として様々な問題に立ち向かう。
服装…以前からのファッションである「ブーツにジーンズ、茶髪を後ろで結んだ髪型」を市長になってからも自分のスタイルとして貫いている。
性格…普段からサバサバした性格で、言いたいことはハッキリ言う。多数の市民や自分より年上の議員がいる市議会の場でも、自分が正しいと思ったことはしっかりと主張する。もちろん、謝罪すべき時はきちんと謝る素直な性格。一見気が強そうだが、女性らしい繊細な心も持っている。
八潮俊作〈38〉
演 - 柳葉敏郎
館浜市長のSP。「自らの身を呈してでも市長を守るのが私の仕事」としており、公舎を出てから公舎に帰るまでちはるを警護している。真面目な性格で、ちはるとはSPと市長の関係であるが、年上の人間として何かとアドバイスをする。
下戸で酒が飲めない。別れた妻と小学生の息子がいる。
近藤優子〈22〉
演 - 奥菜恵
地元ケーブルテレビの新人リポーター。ローカル放送ではあるが、リポーターとしての仕事を全うしている。ただ、織原ちはるを目の敵にして、何かと対立するが、市長としての奮闘ぶりを肌で感じ、一方でちはるを認め、その活動を見続ける。
風間祐介〈25〉
演 - 吉沢悠
地元ケーブルテレビのカメラマン。仕事に真面目で結構熱い青年。
マリ〈21〉
演 - 山口紗弥加
女優志望のフリーター。ちはると共に古着屋で働いていたが、市長になったちはるの公舎を気に入り、入り浸るようになった。八潮のことが大好きで積極的にアタックする。
高井梓〈40〉
演 - 長野里美
市長の秘書として、すごく真面目で堅い性格。ちなみに作品中に高井が語ったところによると「セクハラにあったことは一度もない」とのこと。
塚田係長
演 - 大高洋夫
山田高志〈32〉
演 - 正名僕蔵
風間めぐみ〈18〉
演 - 上原美佐
メキシコ料理屋の若い女店員。祐介の妹。
藤田浩二〈52〉
演 - 松崎しげる
メキシコ料理屋のマスター。仕事帰りなどにちはるたちが夕食を食べにきては、色々な話をする。
黒沼恭造
演 - 鶴田忍
小早川亮〈33〉
演 - 高知東生
館浜市議会議員。ちはるとは対立していて、問題が起こるたびにちはるの前に現れ、市議会などで糾弾する。ただし、本来目立ちたがり屋の性格で、近藤のような取材陣がいると、好感度を上げようと芝居がかった言動を取る。
織原すみ子〈52〉
演 - 鷲尾真知子
ちはるの叔母。
織原孝太郎
演 - 平泉成
館浜市市長。ちはるの父親。第1話で亡くなるため、過去のエピソードとして登場する。
小日向益夫〈40〉
演 - 高橋克実
館浜市の収入役。どちらかというと気が弱い性格で、ちはるにもあまり強く言えない。
友枝慎一郎〈59〉
演 - 小野武彦
館浜市の助役。当初、父親の跡を継いで市長になる気がなかったちはるに、小日向とともに高額な年収や海が見える素敵な公舎で気を惹かせて「ちはるさんは市長になってもほとんど座っているだけでいいです」などと言って市長選に出馬させた。お調子者な性格だが、市長になったちはるが何か突拍子も無い言動をするたびに肝を冷やしている。

### ゲスト
第2回
- 廣川康祐 - 大河内浩
- 小林雅弘 - 河相我聞
- 大田垣政志 - 北見敏之

第3回
- 中島園長 - 中山克己

第4回
- 川井綾乃 - 馬渕英里何
- 沢村 剛 - 葛山信吾
- 前田タエ - 由起艶子

第5回
- 大塚健作 - 片岡涼
- 大塚妙子 - 斉藤慶子
- 倉田雄三 - 市川勇

第6回
- 村上 誠 - 小林すすむ

第7回
- 笠倉高雄 - 佐戸井けん太
- 菊間千乃 - 菊間千乃

第8回
- 柏木 薫 - 黒坂真美
- 岡崎部長 - 岸博之

## スタッフ
- 原案 - 高山直也（第3話）[1]
- 企画 - 濱星彦[1]
- 脚本 - 小椋久雄（第1、5、10・11話）、田辺満（第1・2、10話）、江頭美智留（第3・4、6 - 9話）、大野敏哉（第5話）、松田裕子（第9話）[1]
- 演出 - 西谷弘、河野圭太、松田秀知
- プロデューサー - 笠置高弘（関西テレビ）、小椋久雄（共同テレビ）
- 音楽 - 林哲司
- 主題歌 - エンリケ・イグレシアス「HERO」（ユニバーサル）
- スタントコーディネート - 釼持誠
- 協力 - ベイシス、逗子市役所[1]
- 制作 - 共同テレビ、KTV

## 放送日程
| 各話                                                       | 放送日        | サブタイトル     | 演出     | 視聴率 |
| ---------------------------------------------------------- | ------------- | ---------------- | -------- | ------ |
| 第1話                                                      | 2002年1月08日 | 女神の反乱!?     | 西谷弘   | 14.2%  |
| 第2話                                                      | 2002年1月15日 | 涙の決選投票日!  | 西谷弘   | 12.6%  |
| 第3話                                                      | 2002年1月22日 | 守ってあげたい!  | 河野圭太 | 12.0%  |
| 第4話                                                      | 2002年1月29日 | 忘れられない人…  | 河野圭太 | 10.7%  |
| 第5話                                                      | 2002年2月05日 | 史上最悪の一日!  | 西谷弘   | 9.4%   |
| 第6話                                                      | 2002年2月12日 | 涙のバレンタイン | 松田秀知 | 10.1%  |
| 第7話                                                      | 2002年2月19日 | 一番たいせつな人 | 河野圭太 | 11.4%  |
| 第8話                                                      | 2002年2月26日 | 絶対負けない女!  | 松田秀知 | 12.4%  |
| 第9話                                                      | 2002年3月05日 | 好きなんだもん!  | 河野圭太 | 11.4%  |
| 第10話                                                     | 2002年3月12日 | 崖っぷちの大勝負 | 松田秀知 | 11.5%  |
| 最終話                                                     | 2002年3月19日 | 愛さえあれば!    | 河野圭太 | 12.4%  |
| 平均視聴率 11.6%（視聴率は関東地区・ビデオリサーチ社調べ） |               |                  |          |        |

## 受賞歴
- 第32回ザテレビジョンドラマアカデミー賞[2]
  - ベストドレッサー賞（中谷美紀）

## 備考
- 本作には市長のSPが登場しているが、現実世界では市区町村長にSPはつかない。本作では、前市長である織原孝太郎が暴漢に襲われたことを受けて警察がSPを付け、次の市長である織原ちはるにもSPが付いたという設定になっている。